# Асен Игнатов (пожарникар)
Асен Скримов Игнатов е български пожарникар, старши комисар от МВР.

## Биография
Роден е на 12 декември 1961 г. в Перник. През 1984 г. завършва Факултета по противопожарна охрана в Академията на МВР. След това започва работа като началник на дежурна бойна смяна в Районната пожарна служба (РПС) в Перник. Бил е последователно в инспектор в Единна противопожарна служба при РПС-Перник и в РПС-Радомир. След това е заместник-началник на ОПС в Областното управление на МВР в Радомир, а след това е на същата длъжност в службата по противопожарна охрана в Перник. Впоследствие е началник на РЗПАБ към РДВР-Перник. По-късно е директор на Областната дирекция по противопожарна безопасност и защита на населението. След това е заместник-директор на Главна дирекция „Пожарна безопасност и спасяване“-МВР и е повишен в длъжност комисар III степен. От 8 септември 2009 г. е старши комисар. От 24 януари 2011 г. е заместник-директор на Главна дирекция „Пожарна безопасност и защита на населението“ – МВР.